# Nogogo
Les Nogogo sont un peuple bété vivant dans le département de Saïoua. Ils sont présents notamment dans les villages suivants : Gabia, Zadihao, Dérahio et Krizabahio.
L'homme politique Désiré Tagro est issu de cette tribu. 